# 李璣 (正德進士)
李玑（1473年—1517年），字天儀，直隶徐州蕭縣人，武驤右衛籍。

## 生平
治《書經》，行三，由國子生中式弘治十四年（1501年）辛酉科順天府鄉試第七十三名舉人，正德三年（1508年）登戊辰科會試第二百九十六名，第三甲第二百一名進士。除理刑进士，四年十月选授山西道試御史，八年巡按山东，正德十二年卒，以其督工勤劳，賜祭葬。

## 家族
曾祖李从义。祖父李刚。父李恕。母阎氏。永感下。兄珤、璇、弟瓉、璋、玶。